# Лубенец, Иван Артамонович
Иван Артамонович Лубенец (28 июня 1914 года, Гавриловка, Петровский уезд, Оренбургская губерния — 15 октября 1976 года, Челябинск) — советский металлург.

## Биография
Родился в селе Гавриловка Петровского уезда Оренбургской губернии 28 июня 1914 года.
Окончил школу крестьянской молодежи (1929), вечернее отделение Донецкого металлургического техникума (1933) и такое же отделение Донецкого металлургического института (1938).
В 1930 — 1937 годах работал на Донецком металлургическом заводе. В 1938 — 1953 годах — на Златоустовском металлургическом заводе: мастер мартеновского цеха № 1, технолог (1942), начальник смены, заместитель начальника и начальник (с 1947) мартеновского цеха № 1, заместитель главного инженера (1952).
С 1954 года — главный инженер, с 1964 года — директор Челябинского металлургического завода.
В 1968 — 1969 годах — заместитель директора по научной работе Уральского НИИ трубной промышленности. С 1969 года — заместитель директора ВНИИ охраны труда и техники безопасности, с 1973 года — директор.
Кандидат технических наук.

## Награды
Сталинская премия 1950 года (вместе с А. П. Черепановым) — за разработку и внедрение в производство термостойких хромо-магнезитовых сводов.
Ленинская премия 1966 года — за разработку и внедрение технологии производства высококачественной стали различного назначения с обработкой в ковше жидкими синтетическими шлаками.
Награждён орденами Ленина (1958, 1966), Трудового Красного Знамени (1954), Красной Звезды (1945), медалями.